# Daniel Brochu
Daniel Brochu (Montréal, 28 febbraio 1970) è un attore e doppiatore canadese.

## Carriera
Ha doppiato il personaggio di Buster Baxter della serie animata Arthur e Danny Pickett in Andy, il re degli scherzi. Tra gli altri suoi doppiaggi, quello di Quasimodo della omonima serie.

## Doppiaggio

### Cinema
- TMNT, regia di Kevin Munroe (2007)
- Félix et le trésor de Morgäa, regia di Nicola Lemay (2021)

### Televisione
- La leyenda del viento del Norte (1992)
- I viaggi di Gulliver (Gulliver's Travels) - Serie TV (1992)
- Arthur (1996-2021;  Serie TV)
- Quasimodo (The Magical Adventures of Quasimodo) (1996; Serie TV)
- The Wombles - serie TV, 52 episodi (1997-1998)
- Arthur's Perfect Christmas - film TV, regia di Greg Bailey (2000)
- Andy, il re degli scherzi (What's with Andy?) - Serie TV, 52 episodi (2003-2007)
- Gli Astromartin - serie TV, episodio 1x01 (2001)
- X-DuckX - Serie TV, 77 episodi (2001-2005)
- Kid Paddle - Serie TV, episodio 1x01 (2003)
- Arthur's Halloween - video (2004)
- I Tofu (Les Tofou) - serie TV, 26 episodi (2004-2005)
- Postcards from Buster - Serie TV (2004-2007)
- Arthur's Missing Pal - video (2006)
- Tripping the Rift - serie TV, 13 episodi (2007)
- Le avventure di Tom Sawyer (Tom Sawyer) -  serie TV (2020)

### Videogiochi
- Evolution Worlds (2002)
- Watch Dogs (2014)

## Filmografia

### Cinema
- Rainbow - Il mondo segreto dei colori (Rainbow), regia di Bob Hoskins (1995)
- The Drive, regia di Romy Goulem (1996)
- The Kid, regia di John Hamilton (1997)
- Sublet, regia di John Hamilton (1998)
- Provocateur - La spia, regia di Jim Donovan (1998)
- Il collezionista di ossa (The Bone Collector) (1999)
- Dead Awake, regia di Marc S. Grenier (2001)
- The Book of Eve, regia di Claude Fournier (2002)
- The Favourite Game, regia di Bernar Hébert (2003)
- See Jane Date, regia di Robert Berlinger (2003)
- See This Movie, regia di David M. Rosenthal (2004)
- Marcie - Una detective fuori controllo (Out of Control), regia di Jean-Claude Lord (2009)
- Mr. Nobody, regia di Jaco Van Dormael (2009)
- Il lupo e il leone (Le Loup et le Lion), regia di Gilles de Maistre (2021)

### Televisione
- Sirens - serie TV, episodio 2x15 (1995)
- Hai paura del buio? (Are You Afraid of the Dark?) - serie TV, episodio 5x02 (1996)
- Les exploits d'Arsène Lupin - serie TV, episodio 1x02 (1996)
- The Hunger - serie TV, 2 episodi (1997-2000)
- The Royal Scandal - film TV, regia di Rodney Gibbons (2001)
- Pain Relief (2001)
- Sacred Ground - serie TV, episodio 1x02 (2002)
- Redeemer - film TV, regia di Graeme Clifford (2002)
- Il sesso secondo Josh (Naked Josh) - serie TV, episodio 1x04 (2004)
- Sleeper - Doppia identità (Sleeper), regia di Philippe Gagnon (2018) - film TV

## Doppiatori italiani
Nelle versioni in italiano dei suoi film, Daniel Brochu è stato doppiato da:
- Alessandro Quarta in Il lupo e il leone
- Francesco Pezzulli in Provocateur - La spia
- Marco Benvenuto in Sleeper - Doppia identità

Da doppiatore è stato sostituito da:
- Andrea Di Maggio in Le avventure di Tom Sawyer
- Daniele Raffaeli in Andy il re degli scherzi
- Davide Garbolino in I viaggi di Gulliver
- Irene Scalzo in Arthur
- Simone Marzola in Spookley la zucca quadrata: Natale con i gattini